# Papyrus Hibeh 1.72
Papyrus Hibeh 1.72 (auch pHibeh 1.72) ist ein Papyrusfragment, das aus dem sechsten Regierungsjahr (241 v. Chr.) von Ptolemaios III. stammt und möglicherweise das bislang einzige zeitgenössische Dokument darstellt, in dem Manetho als noch tätiger Priester (Μανεθῶι „dem Manetho“) erwähnt wird.

## Inhalt
Der Anfang des Textes ist verloren, da der obere Teil des Papyrus fehlt. Aus dem weiteren Bericht konnte das Anliegen des Schreibers erschlossen werden. Der lange Inhalt bezieht sich auf ein im sechsten Regierungsjahr verschwundenes offizielles Siegel vom Herakles-Tempel in Phebichis, das bereits seit etwa vier Monaten unauffindbar ist. 
Dem Priester Chesmenis und seinem Sohn Semtheus wird in diesem Zusammenhang vorgeworfen, das Siegel gestohlen zu haben. Chesmenis bestreitet zwar den Vorwurf, jedoch bezeugen am nächsten Tag vier weitere Priester, das Siegel im Sanktuar von Chesmenis gesehen zu haben. Im weiteren Verlauf folgt am siebten Phamenoth die Begründung der Anklage: 

„Petosiris, der Hohepriester, erbat bereits im Monat Choiak eine Stellungnahme zum Tempelsiegel, das am 9. Hathyr wahrscheinlich  von Chesmenis und seinem Sohn Semtheus verwendet wurde, da sie wünschten, an Manetho zu schreiben. Seither können wir kein Siegel nutzen, auch kein (Ersatz)siegel.“